# یوزف اونروگ
یوزف اونروگ (به آلمانی: Joseph von Unruh)، (به لهستانی: Józef Unrug) یک لهستانی متولد پروس و فرمانده نیروی دریایی لهستان پس از جنگ جهانی اول بود که به تشکیل این نیرو کمک بسیار کرد. او در هنگام آغاز جنگ جهانی دوم فرمانده نیروی دریای لهستان بود که به اسارت نیروهای آلمانی درآمد و علی‌رغم درخواست‌های متعدد ایشان به نیروهای آلمانی نپیوست. او به همین واسطه تمام طول جنگ را در اردوگاه‌های متعدد از جمله افلگ چهار-سی گذراند.
پس از پایان جنگ او در تبعید ماند و مدتی را در بریتانیا، مراکش و فرانسه گذراند که در همین کشور نیز درگذشت. در سال ۲۰۱۸ رئیس جمهور لهستان به صورت نمادین بالاترین درجه نیروی دریایی این کشور را به یوزف اونروگ اهدا کرد و باقی مانده جنازه او به همراه همسرش پس از ۴۵ سال به لهستان بازگشت تا در گدنیا دفن شود.

## زندگی‌نامه
یوزف اونروگ از یک خانواده لهستانی آلمانی‌تبار متولد شد. پدر او نظامی بود و خودش نیز به نیروی دریایی امپراتوری آلمان پیوست. در طول جنگ جهانی اول او فرماندهی چند زیردریایی را به عهده داشت.
پس از پایان جنگ جهانی اول اونروگ در سال ۱۹۱۹ آلمان را ترک کرد و به صورت داوطلبانه به نیروهای مسلح کشور تازه تأسیس لهستان پیوست. مدت کوتاهی پس از آن او به نیروی دریایی منتقل شد و ابتدا به عنوان رئیس بخش آب‌نگاری و سپس فرمانده ناوگان زیر سطحی منصوب شد. اونروگ که یکی از فرماندهان توانا نیروی دریایی لهستان بود، زبان لهستانی را به خوبی فرا گرفت و به سرعت ارتقا پیدا کرد تا در سال ۱۹۲۵ میلادی به فرماندهی ناوگان نیروی دریایی لهستان رسید.

## جنگ جهانی دوم

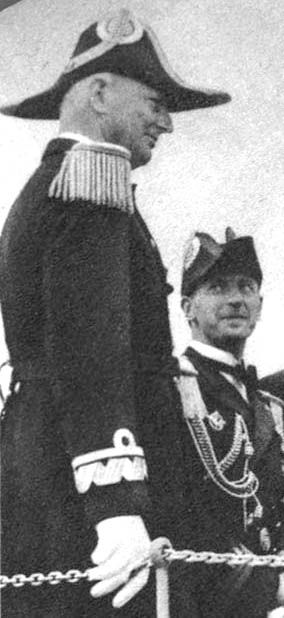
یوزف اونروگ در سمت چپ

در سال ۱۹۳۹ اونروگ که فرمانده نیروی دریایی لهستان بود تحت برنامه پکن قسمتی از ناوگان این کشور را به بریتانیا فرستاد. او همچنین به ۵ زیردریایی لهستان دستور داد تا ضمن برنامه غارت اقدام به مین گذاری خلیج گدانسک کنند. او علاوه بر فرماندهی نیرو دریای فرماندهی واحدهای نظامی که وظیفه دفاع از کریدور لهستان را داشتند به عهده داشت. در روز ۱ اکتبر و پس از تسلیم دژ مودلین و شهر ورشو، اونروگ نیز به همراه واحدهای تحت امرش تسلیم نیروهای آلمانی گشت.
او بلندپایه‌ترین نظامی لهستانی در اسارت نیروهای آلمانی بود و تمام طول باقی مانده دوران جنگ را در اردوگاه‌های مختلف گذراند. رفتار آلمانی‌ها با اونروگ بسیار خوب بود زیرا او سابقاً یک افسر نیروی دریایی آلمان بود. در طول دوره اسارت دوستان سابق او از نیروی دریایی آلمان به دیدنش می‌آمدند تا او را مجاب کنند به آن‌ها بپیوندد، اما اونروگ حتی از صحبت کردن به زبان آلمانی امتناع می‌کرد و می‌گفت از سپتامبر ۱۹۳۹ (هنگام تهاجم آلمان به لهستان) این زبان را از یاد برده‌است. برای رنجش آلمانی‌ها او همواره اصرار داشت تا یک مترجم برای صحبت با ایشان حضور داشته باشد یا آنکه به یک زبان سوم مانند فرانسه صحبت شود، این روحیه و نگرش تزلزل ناپذیر اونروگ همواره الهام بخش باقی زندانیان بود.

## پس از جنگ
پس از پایان جنگ جهانی دوم لهستان در منطقه تحت نفوذ شوروی باقی ماند و اونروگ مجبور شد به بریتانیا برود. او در آنجا جزئی از نیروهای مسلح لهستان در غرب شد و پس از انحلال این نیرو و عدم شناسایی دولت در تبعید لهستان در لندن باقی ماند، سپس به فرانسه رفت تا آنکه در ۲۸ فوریه ۱۹۷۳ در این کشور درگذشت. او وصیت کرده بود تا هنگامی که بقایای تمامی افسران و سربازان تحت فرمان او از دست دشمن خارج نشوند در خاک لهستان دفن نشود.